# Parc municipal de Pasing
Le parc municipal de Pasing (en allemand, Pasinger Stadtpark) est un parc situé au sud du district munichois de Pasing. Il s’appelle donc Stadt-Park, car lors de sa fondation en 1929, ce parc était encore le parc de la ville indépendante de Pasing - c’est-à-dire avant son rattachement à Munich le 1er avril 1938.   
En 1929, le parc de la ville est créé. Cinq ans plus tard, le parc fut agrandi. En raison de l'abandon de l'ancienne usine à papier, il a pu être encore étendu en 2004 à sa surface actuelle.

## Description
Le parc municipal de Pasing commence à la limite de la ville jusqu'à Lochham, et se termine après environ 1,5 km à l'hôpital du district de Pasing. Le parc s'étend sur près de 20 hectares et s'étend des deux côtés de la rivière Würm. La vieille église paroissiale Mariä Geburt relie le parc de la ville au jardin du monastère. 
Semblable à son « grand frère », le jardin anglais de Munich, le Stadtpark de Pasing est conçu comme un jardin paysager : de vastes prairies alternent avec des groupes d'arbres et la Würm est artificiellement dotée de barrages pour former plusieurs petits lacs. 
Le Pasinger Stadtpark est un monument classé situé dans la zone de conservation Würmniederung avec des extensions dans les limites de la ville.
  

Au sud, le parc Paul Diehl rejoint la commune de Gräfelfing. 

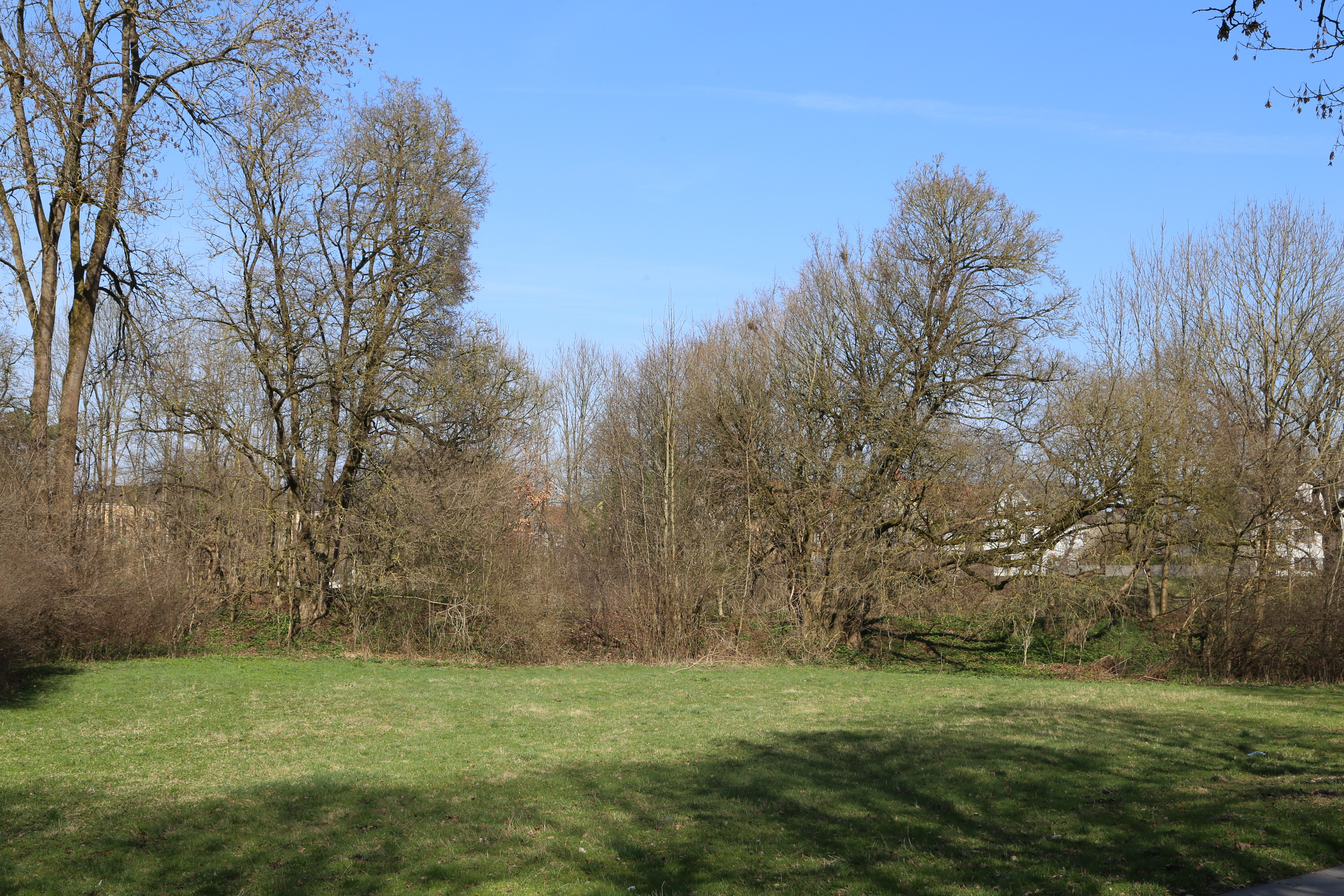
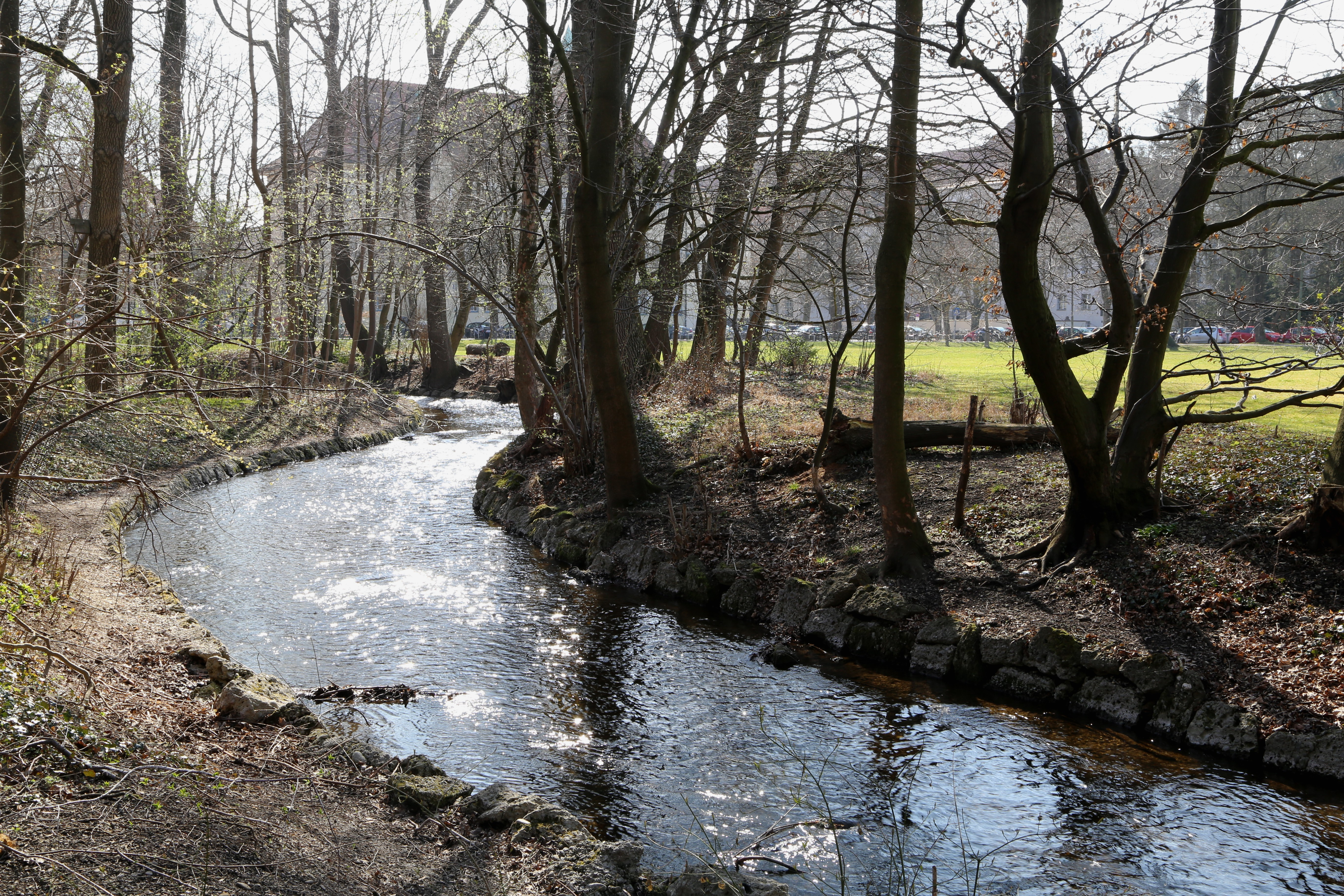
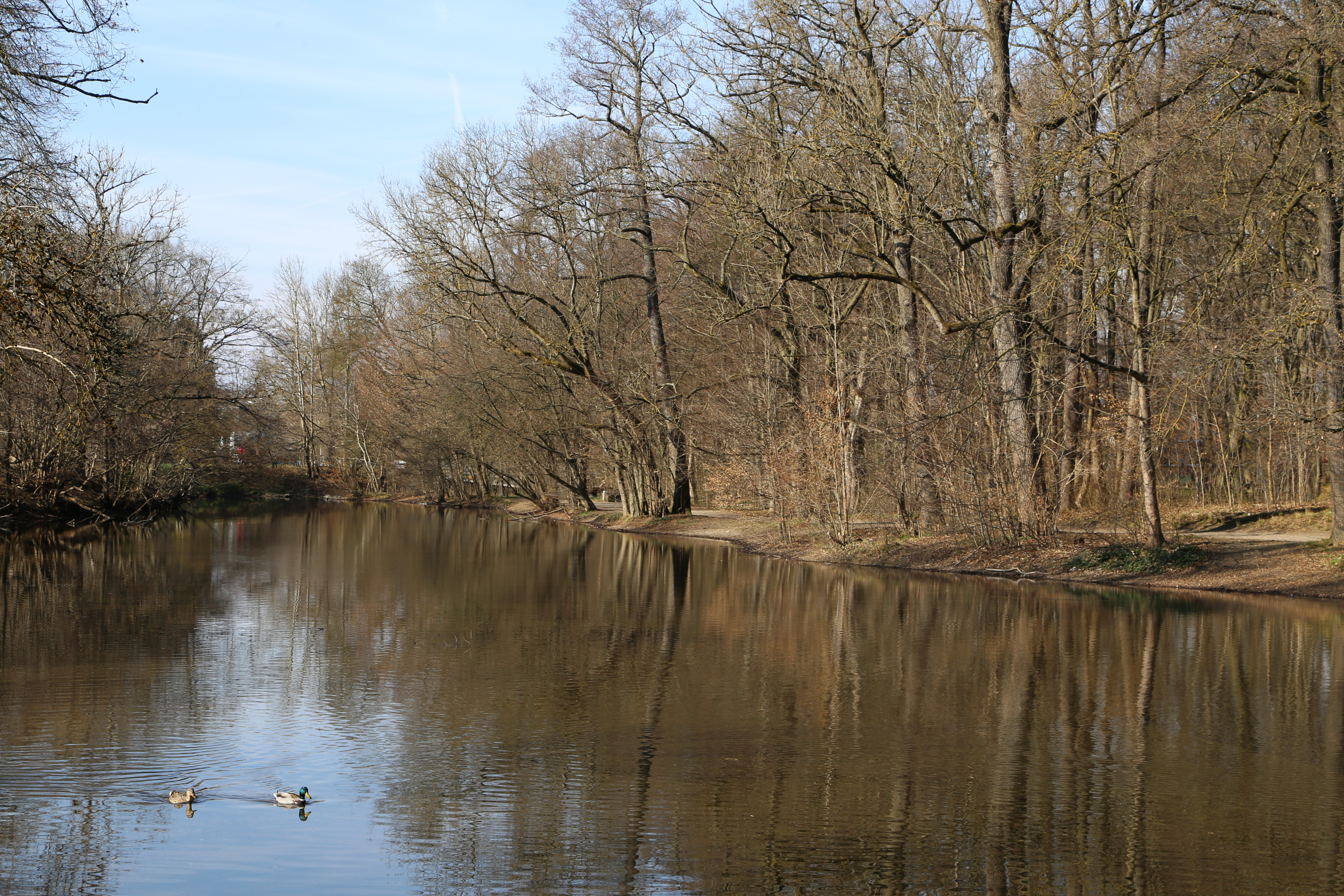
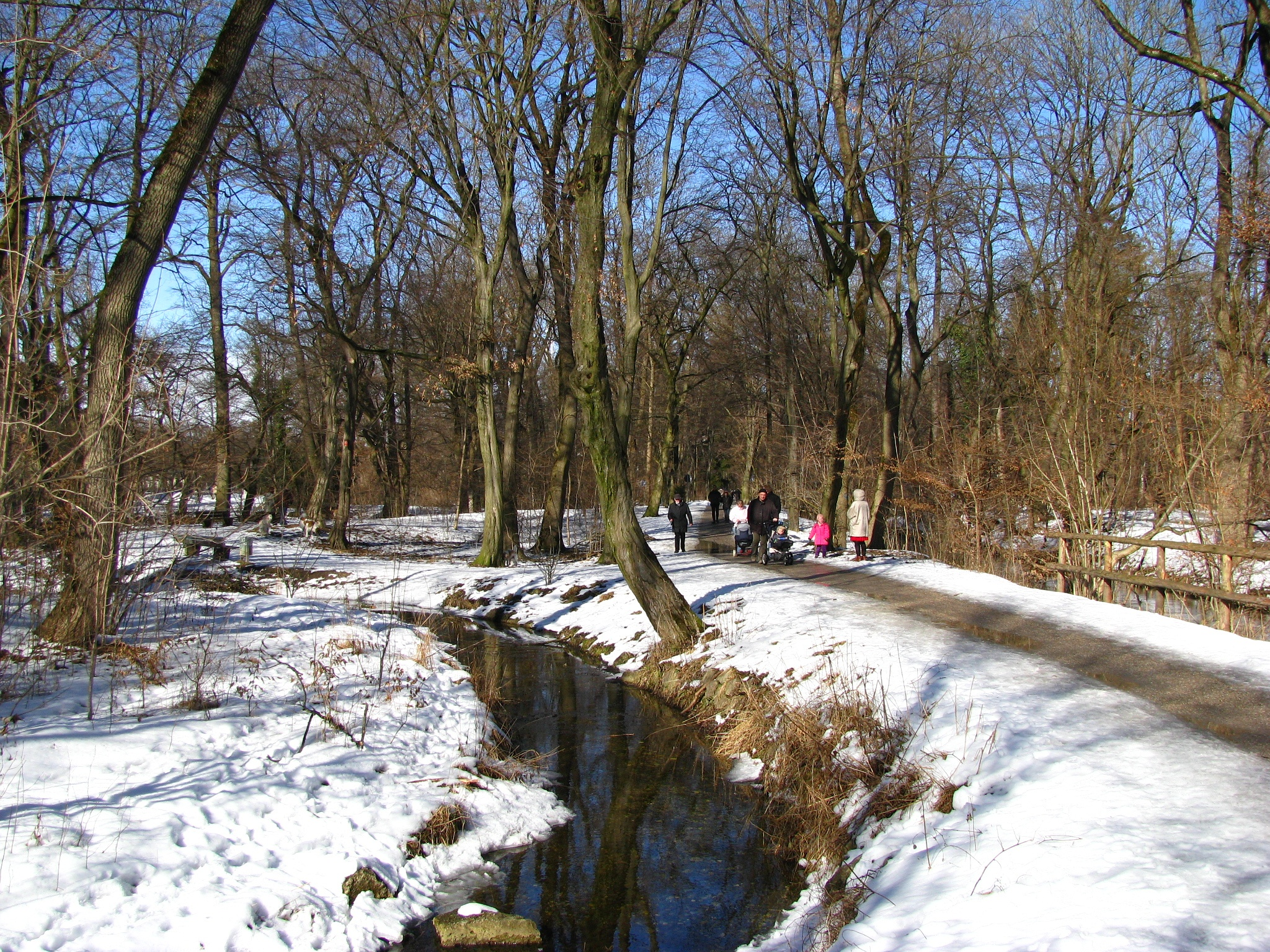
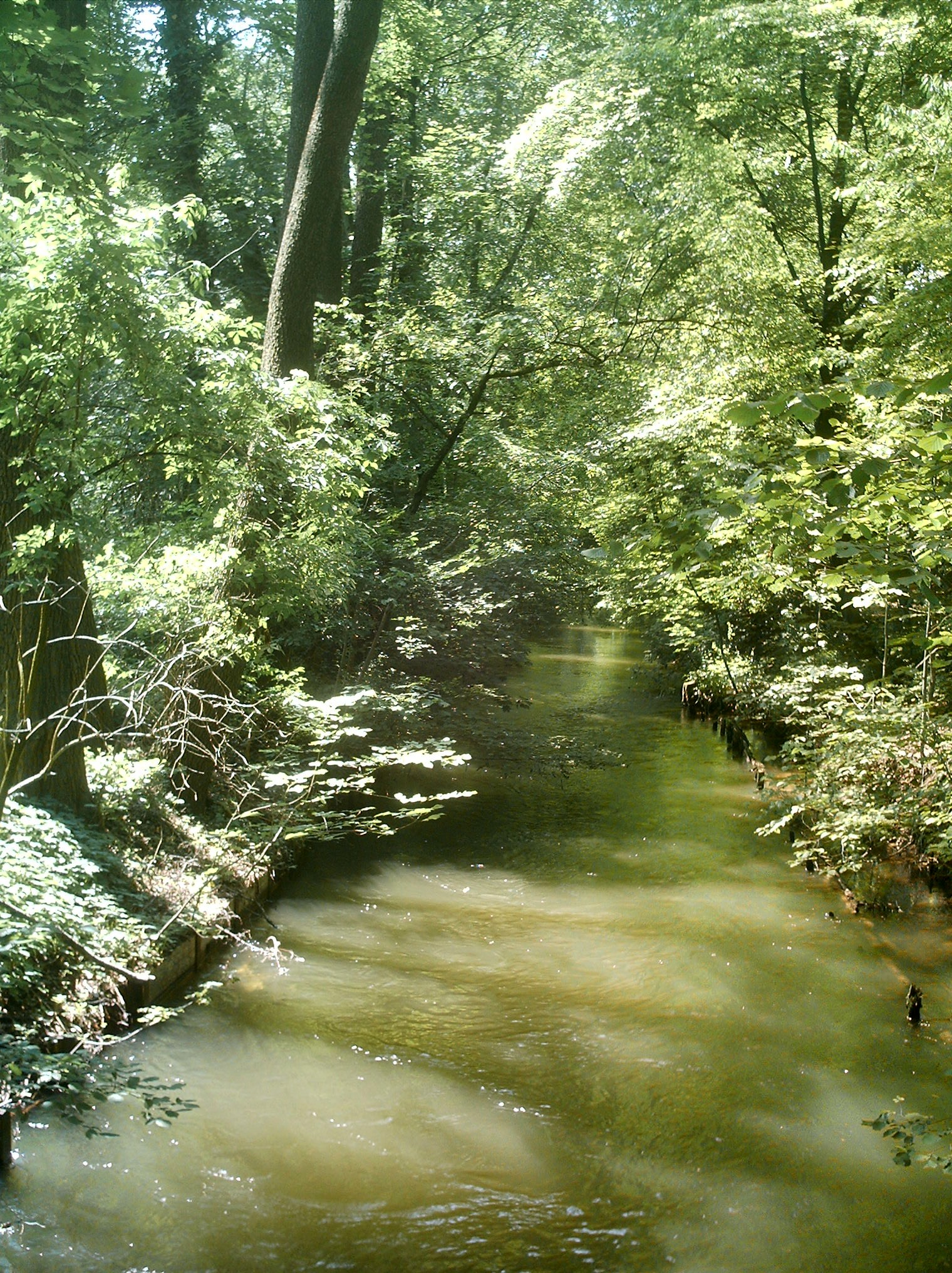